# Cocculus laurifolius
Cocculus laurifolius är en tvåhjärtbladig växtart som beskrevs av Dc.. Cocculus laurifolius ingår i släktet Cocculus och familjen Menispermaceae. Inga underarter finns listade i Catalogue of Life.

## Bildgalleri

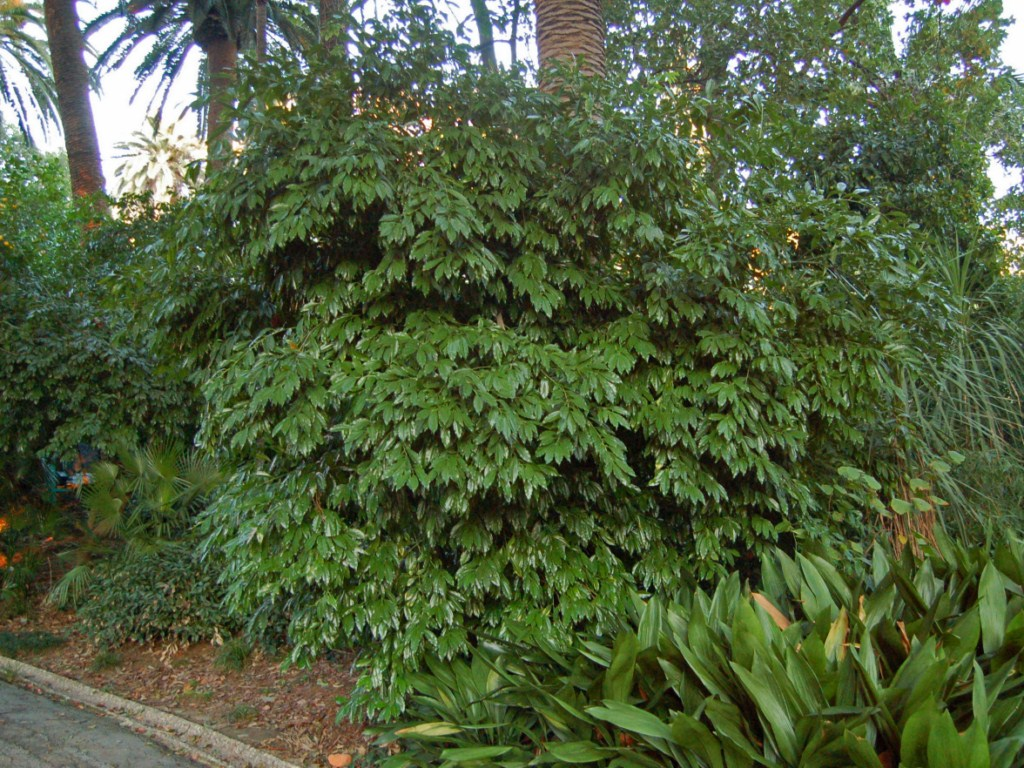
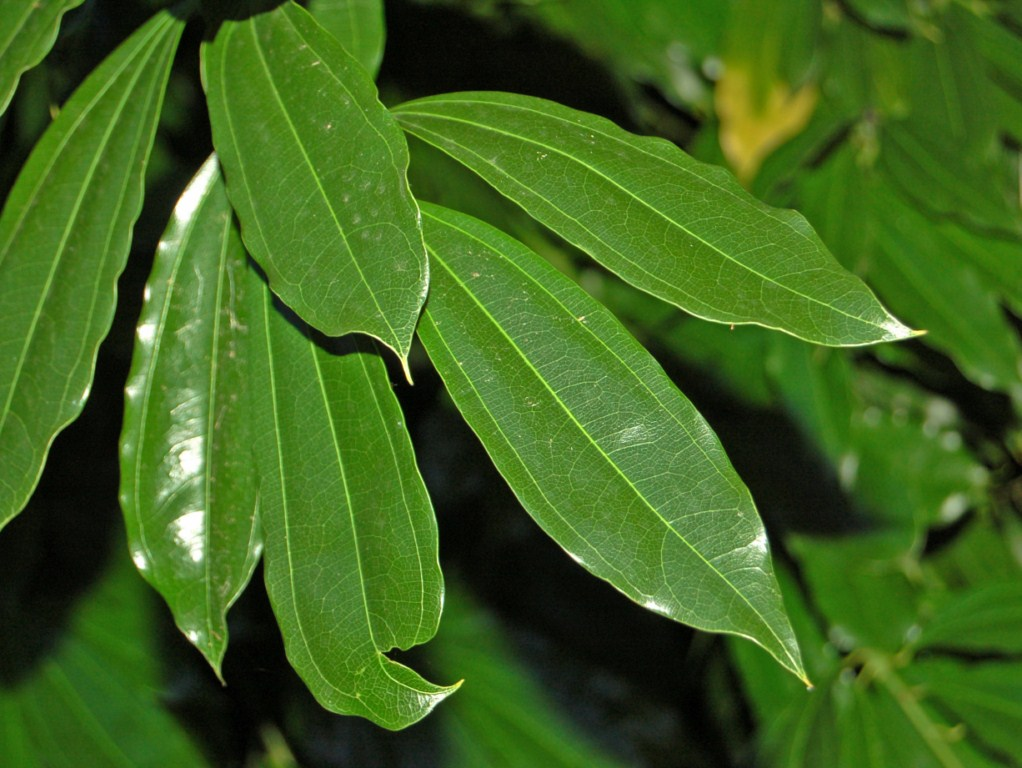